# إزيو بريفي
إزيو بريفي (بالإيطالية: Ezio Brevi)‏ هو لاعب كرة قدم إيطالي في مركز الدفاع، ولد في 20 يناير 1970 في روما في إيطاليا. لعب مع برو سيستو 1913 ونادي ترنانا ونادي تريستينا ونادي جنوى ونادي ريجينا ونادي سيينا ونادي فينيزيا ونادي فيورينزولا 1922 ونادي كاتانيا ونادي كومو.

## وصلات خارجية
- إزيو بريفي على موقع قاعدة بيانات كرة القدم.إي يو (الإنجليزية)
- إزيو بريفي على موقع عالم كرة القدم.نت (الإنجليزية)